# Jack Waley-Cohen
Jack Waley-Cohen (quien nació en 1979) es un presentador de programas de preguntas y administrador de compañías de Gran Bretaña. Fue coanfitrión en el programa de concursos del Reino Unido Totally Top Trumps, el cual era presentado por Andy Goldstein, de Sky Sports, junto con los panelistas habituales Rob Deering y Dan Clark.

## Educación
Waley-Cohen estudió en el Eton College y fue parte del equipo de ajedrez escolar junto con la persona con la que cofundó what3words, Chris Sheldrick. Leyó la revista Experimental Psychology en el Saint John's College de Oxford y fue presidente de la Quiz Society de la Universidad de Oxford entre el 2000 y el 2001.

## Carrera en los concursos
Waley-Cohen era un participante frecuente en los programas de juegos y ganó episodios de Countdown, Weakest Link, Win Beadle's Money y Defectors.
En el 2017, luego de haber trabajado durante una temporada como escritor de preguntas senior, reemplazó a Alan Connor como el editor de preguntas (junto con David McGaughey) del programa de concursos de pensamiento lateral Only Connect de la BBC Two, programa en el que había aparecido en el 2007 con su equipo llamado «The Lapsed Psychologists», logrando llegar a la final de la primera temporada, donde perdieron contra los «Crossworders».
En enero del 2017, Waley-Cohen apareció en el programa de la BBC Radio 4 llamado The Museum of Curiosity; su donación hipotética a este museo imaginario fue "un libro de Tom Swifties".

## Negocios
Desde el 2003 hasta el 2012, Waley-Cohen fue uno de los miembros del directorio de la compañía de traducción del Reino Unido Lingo24. En la actualidad, se desempeña como director de dos compañías: what3words y QuizQuizQuiz .

## Vida personal
Jack Waley-Cohen es nieto de un exintendente de Londres, Sir Bernard Waley-Cohen; primo del jinete amateur retirado y ganador del Grand National Sam Waley-Cohen; hijo del impresario Sir Stephen Waley-Cohen; hermano de la compositora Freya Waley-Cohen y de la violinista Tamsin Waley-Cohen; y sobrino de la sinóloga Joanna Waley-Cohen.